# 日軍空襲澳大利亞

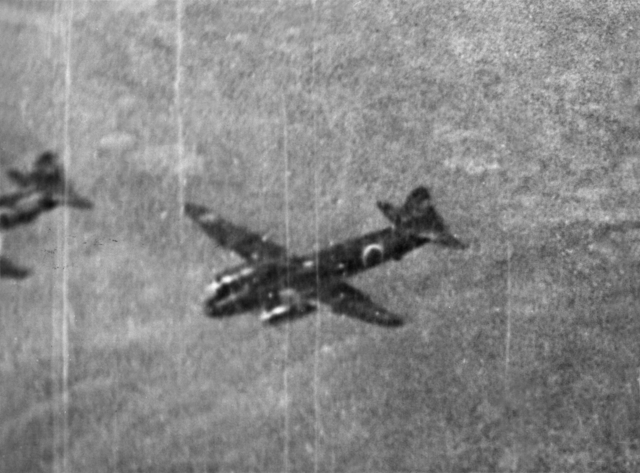
一架澳洲機槍攝影機所拍攝的照片，顯示兩架隸屬第753航空隊的日本三菱G4M2「貝蒂」型中型轟炸機，正在1943年6月對達爾文發動空襲。

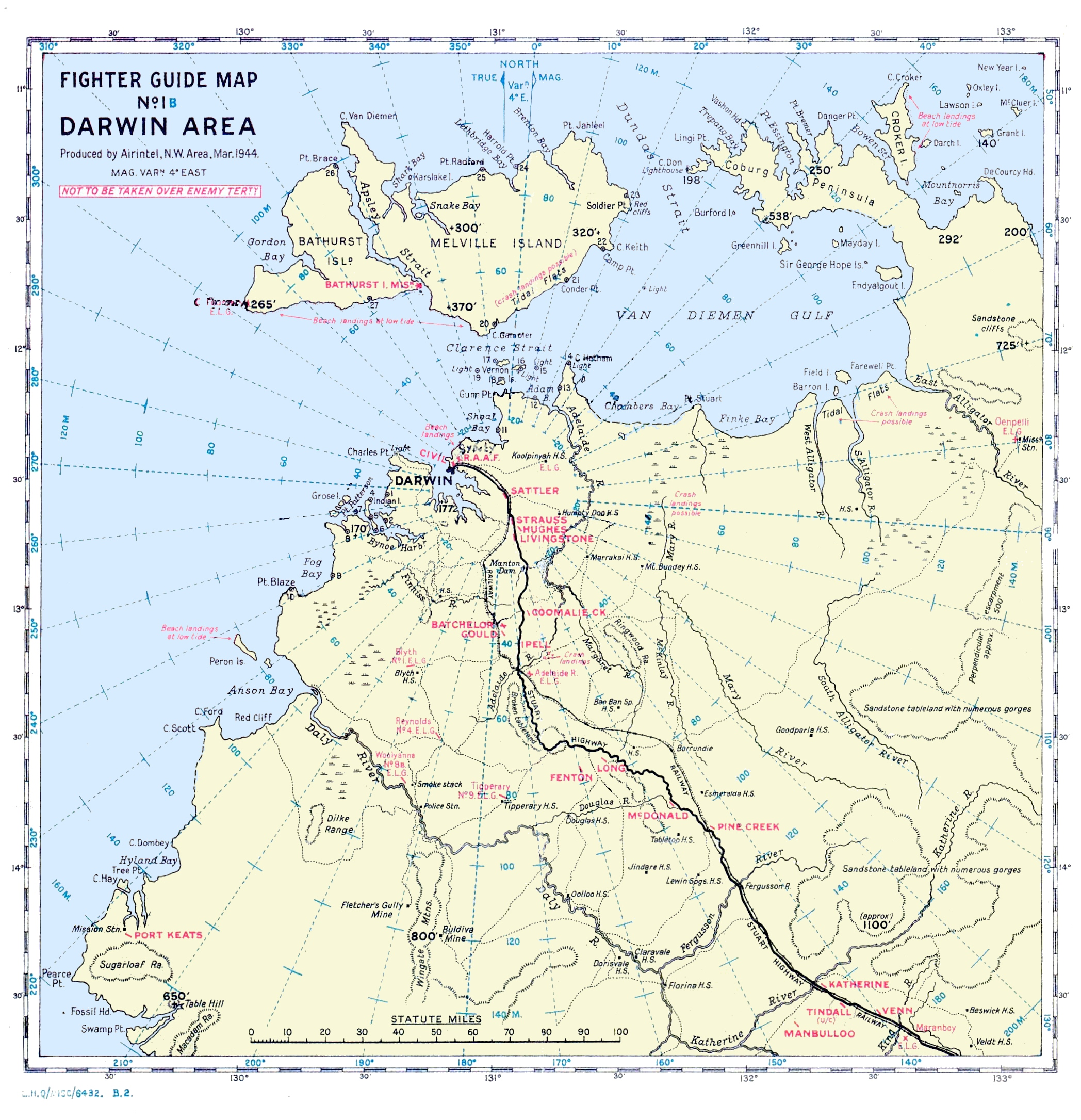
「達爾文地區戰鬥機引導地圖1B」，1944年3月。由澳洲皇家空軍製作，用於防空目的。地圖中標示了多座曾遭日本機轟炸的空軍基地。

在太平洋戰爭期間，大日本帝國海軍航空隊與大日本帝國陸軍航空隊對澳洲本土、領空、近海島嶼與沿岸航運實施了多次空襲，從1942年2月到1943年11月共發動至少111次攻擊。這些襲擊形式多樣，包括中型轟炸機的大規模轟炸、對船隻的魚雷攻擊，以及戰鬥機的掃射。
在首次也是最致命的一波攻擊中，262架飛機於1942年2月19日上午襲擊達爾文，造成至少235人死亡，並導致重大破壞。空襲使數百人無家可歸，並迫使當局放棄將達爾文作為主要海軍基地的計畫。
這些攻擊的目標與抵抗者包括澳洲皇家空軍（RAAF）、澳洲陸軍、澳洲皇家海軍、美國陸軍航空軍、美國海軍、英國皇家空軍以及荷屬東印度皇家空軍等部隊。日本機組人員亦轟炸了多項民用基礎設施，如港口、民用機場、鐵路與油槽，部分平民也在攻擊中喪生。
雖然防空主力為RAAF與盟軍戰鬥機，但多個部署在澳洲北部的澳洲陸軍高射砲部隊亦參與防禦作戰。

## 日本初期對澳洲的空襲
1942年2月至3月期間，日本對澳洲發動了一系列空襲，目的是阻止盟軍利用澳洲北部的基地來干擾其荷屬東印度戰役的征服行動。

### 首次對達爾文的空襲

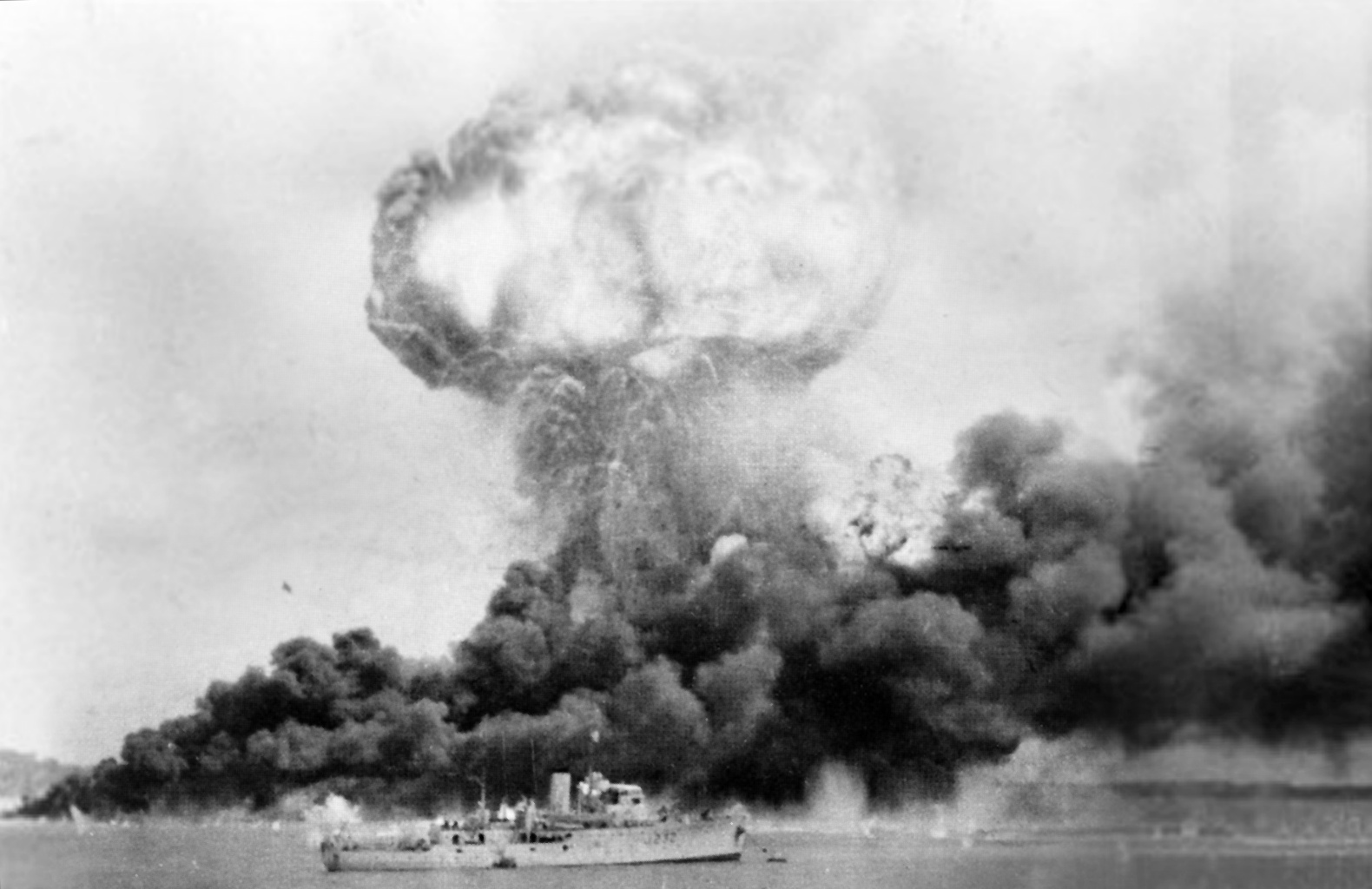
在首次空襲達爾文期間被擊中的MV Neptuna爆炸。前方艦艇為，未遭受損害。

1942年2月19日對達爾文空襲是日本對澳洲本土發動的第一次也是最大規模的攻擊。當時，日本出動四艘航空母艦（赤城號航空母艦、加賀號航空母艦、飛龍號航空母艦與蒼龍號航空母艦），從帝汶海的位置起飛共188架艦載機。
這批188架海軍航空機對達爾文造成嚴重破壞，並擊沉8艘船隻。同日下午，又有54架陸軍的陸基轟炸機發動第二波空襲，進一步破壞市區與達爾文皇家空軍基地，並摧毀20架軍機。盟軍傷亡方面，共有235人死亡，另有300至400人受傷，死傷者多數為非澳洲籍的盟軍水手。根據紀錄，達爾文防衛部隊僅擊落了4架日本海軍艦載機。

### 轟炸布魯姆
1942年3月3日，九架日本A6M2「零式」戰鬥機對西澳大利亞州北部的布魯姆鎮發動空襲。雖然布魯姆是個小鎮，但在日軍入侵爪哇後，它成為難民與撤退軍人逃離的主要空運基地。這次攻擊僅由零式戰鬥機進行掃射，共造成至少88名盟軍平民與軍人死亡，並摧毀了24架飛機。由於布魯姆幾乎毫無防衛能力，日本方面損失極小，僅有一架零式在布魯姆上空被擊落，另一架未能返回基地。

## 北昆士蘭遭襲（1942年7月）

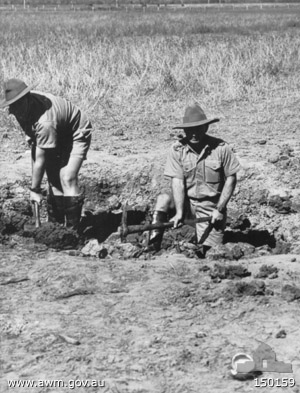
兩名澳洲士兵在第三次空襲湯斯維爾後搜尋炸彈碎片。

1942年7月下旬，日本海軍飛行艇對昆士蘭北部的湯斯維爾市與莫斯曼鎮發動四次小規模空襲。當時湯斯維爾是重要的軍事基地，日軍從拉包爾基地出動的川西H8K1「二式大艇」（Emily）飛行艇，在7月下旬三度夜襲該市。
1942年7月25日至26日晚間，兩架飛行艇投下六枚炸彈，但均落入海中，未造成損害。7月28日凌晨，湯斯維爾再遭一次攻擊，一架飛行艇投下八枚炸彈，落在市郊的灌木叢中。當時有六架P-39「艾拉柯布拉」升空攔截，但未能成功。
第三次空襲發生在7月29日凌晨，一架飛行艇再度對湯斯維爾投下七枚炸彈（落入海中）及第八枚炸彈，命中烏努恩巴的一處農業研究站，損壞椰子種植園。該飛機遭四架艾拉柯布拉攔截並受損。
第四次空襲發生於7月31日晚間，一架飛行艇對莫斯曼鎮外一戶民宅附近投下一枚炸彈，造成一名兒童受傷。

## 各次攻擊依日期列表

### 1942年

#### 二月
19日
：達爾文轟炸
：(10:00) 北領地達爾文遭188架艦載機攻擊。
：(11:55) 達爾文遭54架陸基高空轟炸機攻擊。
：巴瑟斯特島，北領地。
20日
：(11:30) 西澳州倫多尼角外海，荷屬商船古拉瑪號 (MV Koolama)遭一架川西H6K5飛行艇攻擊受損。13:30再度遭襲，重創，三名乘客受傷。
21日
：古拉瑪號於古拉瑪灣（原稱Rulhieres灣）再次遭攻擊，未受損或人員傷亡。

#### 三月
3日
：(09:20) 西澳布魯姆。布魯姆襲擊：九架三菱A6M零式戰鬥機掃射襲擊，造成至少88人死亡、24架盟軍飛機毀損。英屬印度皇家空軍錫克籍飛官曼莫漢·辛（Manmohan Singh）殉職，為首位陣亡於澳洲境內的印度軍人。
：(約10:30) 卡諾灣，西澳。PK-AFV號（Pelikaan）——KLM所屬DC-3民航機——被返航零式擊落，迫降於布魯姆北方約50 mi（80 km），四名乘客罹難。失蹤或被竊鑽石總值約15萬至30萬澳鎊。
：溫德姆，西澳。零式掃射攻擊，無人傷亡。古拉瑪號於港中最終沉沒，屬間接結果。
：溫德姆機場，西澳。
4日
：PK-AFV號殘骸與生還者再度遭川西H6K5飛行艇攻擊，無人傷亡。
：(14:00) 達爾文皇家澳洲空軍基地，北領地。
14日
：霍恩島，昆士蘭州。
15日
：達爾文，北領地。英國皇家空軍第54中隊阿爾伯特·庫珀中士（28歲，來自英格蘭伍爾弗漢普頓）於達爾文港上空駕駛噴火式戰機遭擊落陣亡。
16日
：(13:30) 達爾文空軍基地與巴格特區，北領地。
17日
：達爾文，北領地。
18日
：霍恩島，昆士蘭州。
19日
：(11:40) 達爾文（Myilly Point與拉拉基亞），北領地。
20日
：布魯姆空軍基地，西澳。三菱G4M2型中型轟炸機空襲，造成一名平民喪生，空軍基地輕微損害。
：德比，西澳。
22日
：(00:51) 達爾文，北領地。
：凱瑟琳，北領地。 一名平民死亡。（此為敵軍空襲深入澳洲內陸最遠紀錄，距海岸超過200（120英里））
23日
：達爾文，北領地。
：溫德姆，西澳（兩次空襲）。
28日
：(12:30) 達爾文空軍基地，北領地。
30日
：(05:40?) 達爾文空軍基地，北領地。
：達爾文空軍基地，北領地。
31日
：(13:20) 達爾文空軍基地，北領地。
：(22:19) 達爾文空軍基地，北領地。

#### 四月
2日
：(15:30) 達爾文（Harvey街、McMinn街與殼牌油槽），北領地。
：薩特勒空軍基地，北領地。
4日
：(13:48) 達爾文民用機場與帕拉普旅館，北領地。
5日
：(12:29) 達爾文空軍基地，北領地。
25日
：(14:00) 達爾文空軍基地，北領地。
27日
：(12:07) 達爾文空軍基地，北領地。
30日
：霍恩島，昆士蘭州。

#### 六月
13日
：(11:52) 達爾文皇家澳洲空軍基地，北領地。
14日
：(13:14) 達爾文市區，北領地。
15日
：(12:20) 達爾文（拉拉基亞至斯托克斯碼頭），北領地。
16日
：(12:01) 達爾文市區，北領地。
26日
：(20:50) 達爾文，北領地。

#### 七月
7日
：霍恩島，昆士蘭州。
25日
：(20:50) 達爾文市區，北領地。
26日
：湯斯維爾，昆士蘭州。
：(21:39–22:54) 達爾文（韋斯特肉品工廠），北領地。
27日
：(22:27) 納基潟湖與達爾文皇家空軍基地，北領地。
28日
：(00:45) 達爾文皇家空軍基地，北領地。
：湯斯維爾，昆士蘭州。
29日
：(00:59) 達爾文市區與納基潟湖，北領地。
：湯斯維爾，昆士蘭州。
30日
：(03:58) 達爾文市區與達爾文皇家空軍基地，北領地。
：霍恩島，昆士蘭州。
：黑德蘭港，西澳。
31日
：莫斯曼，昆士蘭州。
：(13:33) 達爾文皇家空軍基地，北領地。

#### 八月
1日
：霍恩島，昆士蘭州。
21日
：溫德姆，西澳。
23日
：(12:12) 休斯空軍基地，北領地。
24日
：(21:24) 達爾文皇家空軍基地，北領地。
：(22:14) 努納馬，北領地。
25日
：(00:05) 達爾文與帕拉普，北領地。
27日
：(03:45–05:37) 達爾文（植物園）與考克斯半島，北領地。
28日
：(03:35) 達爾文（鐵路編組場與帕特森港），北領地。
30日
：(02:39) 達爾文市區，北領地。
31日
：(05:14) 達爾文市區與考克斯半島，北領地。

#### 九月
15日
：(00:25) 芬頓空軍基地與朗空軍基地，北領地。
15日
：昂斯洛，西澳。
16日
：艾克斯茅斯灣，西澳（本次為澳大利亞本土最南端的空襲。）
18日
：(03:50) 芬頓空軍基地與朗空軍基地，北領地。
27日
：德萊斯代爾河傳教站（卡倫布魯）機場，西澳。造成六人死亡，包括該傳教站主管托馬斯·吉爾神父（Father Thomas Gil）與五位原住民。

#### 十一月
10日
：庫馬利溪空軍基地，北領地。
12日
：(03:53–05:30) 帕拉普、阿德萊德河與巴切勒空軍基地，北領地。

## 備註
1. ↑  Horner 1995，第379頁.
2. ↑  Tom Lewis (2003). 《A War at Home: A Comprehensive guide to the first Japanese attacks on Darwin》. Tall Stories, Darwin. 第16頁。
3. ↑  David Jenkins (1992), 《Battle Surface! Japan's Submarine War Against Australia 1942–44》. Random House Australia, Sydney. 第118–120頁；另見 Lewis (2003), 第63–71頁。
4. ↑  Coulthard-Clark (2001), 第211–212頁。
5. ↑  Gillison (1962), 第562–563頁。
6. 1 2  Coulthard-Clark, Chris (2001). The Encyclopedia of Australia's Battles. Sydney: Allen & Unwin. p. 212
7. ↑  Crowdey, Vanessa.  (PDF). Wartime. 1999, (8): 46–49  [9 January 2008]. （原始内容 (PDF)存档于10 April 2008）.
8. ↑  Cooper, Anthony, (2011), Darwin Spitfires: The Real Battle for Australia, University of New South Wales Press.
9. ↑  Coulthard-Clark (2001), p. 214
10. ↑  Coulthard-Clark (2001), p. 215
11. 1 2  Coulthard-Clark (2001), p. 224

## 外部連結
- ozatwar.com，「第二次世界大戰期間日軍對澳洲的空襲」
- diggerhistory.info，「第二次世界大戰中對澳洲本土的攻擊」
- 澳洲戰爭紀念館，「第二次世界大戰期間對澳洲本土的空襲」
- Darwin Defenders 1942–45協會，退伍軍人紀錄的達爾文43次空襲（不含偵察飛行）
- ABC Open－卡倫布魯社區，「澳洲祕密空襲事件」